# Alfredo Cristiani
Alfredo Félix Cristiani Burkard (San Salvador, 22 de noviembre de 1947) es un político y empresario salvadoreño, fue presidente de la República del 1 de junio de 1989 al 1 de junio de 1994. Actualmente está siendo investigado por la Fiscalía General de la República, acusado de ser uno de los presuntos responsables del asesinato de seis jesuitas, hecho que ocurrió siendo él presidente, estando el país inmerso en una guerra civil.
Proveniente de una familia con una destacada presencia en los círculos empresariales de El Salvador. Después de completar sus estudios en Administración de Empresas en el extranjero, regresó a su país para desempeñarse como exitoso empresario en el sector privado.
Su incursión en la política se consolidó a través de su afiliación al partido ARENA (Alianza Republicana Nacionalista), donde finalmente ascendió para convertirse en presidente del partido y más tarde candidato presidencial.
Durante su mandato presidencial, Cristiani enfrentó desafíos significativos, incluyendo la finalización de una prolongada Guerra Civil en El Salvador. Bajo su liderazgo, se negociaron y firmaron los Acuerdos de Paz de Chapultepec en 1992, un hito crucial que puso fin al conflicto armado y sentó las bases para la reconciliación nacional. Estos acuerdos abordaron temas vitales como la reforma agraria, la democratización del país y la creación de una comisión de la verdad para investigar violaciones a los derechos humanos.
Si bien su presidencia fue fundamental para la transición hacia la paz en El Salvador, también estuvo marcada por controversias, como el asesinato de seis sacerdotes jesuitas y sus colaboradoras en 1989, un evento que generó debates tanto a nivel nacional como internacional.
Tras concluir su mandato, Cristiani mantuvo su participación en la política y en actividades empresariales, continuando como una figura relevante en la escena pública de El Salvador.
Está procesado desde 2023 por presunta corrupción. La Fiscalía ha intervenido 156 propiedades vinculadas al exmandatario, 15 cuentas bancarias y 42 vehículos. También ha hecho "embargo preventivo" en tres empresas.
También debe ser juzgado por la masacre de jesuitas. La masacre tuvo lugar en noviembre de 1989 en el campus de la Universidad Centroamericana de San Salvador. Seis jesuitas fueron asesinados, entre ellos el ideólogo de la Teología de la Liberación Ignacio Ellacuría, además de una empleada doméstica y la hija de ésta.

## Biografía
Nació en el seno de una familia terrateniente, productores de café, Cristiani es de padre italiano y de madre salvadoreña de ascendencia europea. Se educó inicialmente en la Escuela Americana de El Salvador, para más tarde graduarse en Ciencias de la Administración en la Universidad de Georgetown en Washington D. C. en los Estados Unidos.  Después regresó a El Salvador para dedicarse a los negocios de la familia, que incluían empresas farmacéuticas y algodoneras.  Se casó con Margarita Llach, con quien tuvo tres hijos (Claudia, Javier y Alejandro). Hasta principios de los años 1980 no se implicó en política, luego lo hizo con el partido derechista ARENA, fundado por el oficial de inteligencia militar Roberto D'Aubuisson y la empresaria y terrateniente Gloria Salguero Gross.

## Candidatura a la presidencia
En 1985 Roberto D'Aubuisson dejó su cargo en ARENA después de perder las elecciones presidenciales de 1984 frente a su contrincante José Napoleón Duarte y Cristiani tomó el mando del partido. En las elecciones legislativas y municipales del 20 de marzo de 1988 logró más del 45% de los votos y 31 escaños de 60 posibles en la Asamblea Legislativa.
En mayo de 1988, el partido lo eligió como candidato para los comicios presidenciales de 1989. Fue elegido Presidente de la República con el 53.8% de los votos. Estados Unidos reduce a la mitad la ayuda militar prestada a El Salvador, tras la multiplicación de las presiones internas que se oponen a la continuación de esta ayuda por parte del gobierno de George H. W. Bush. En consecuencia, el gobierno salvadoreño se vio obligado a adoptar un enfoque diferente ante la insurrección. 

## Presidencia (1989-1994)
En 1989, Cristiani fue elegido presidente de El Salvador, sucediendo a José Napoleón Duarte. Su presidencia se enfrentó a numerosos desafíos, incluyendo la continuación de la guerra civil entre el gobierno y los grupos guerrilleros de la izquierda, así como la necesidad de estabilizar la economía del país.

De izquierda a derecha Rafael Ángel Calderón Fournier, Alfredo Cristiani, Ramiro de León Carpio, Bill Clinton, Violeta Chamorro, Guillermo Endara, Rafael Leonardo Callejas y Manuel Esquivel

En su toma de posesión, Cristiani llamó a un diálogo directo con el objetivo de poner fin a la década de conflictos entre el gobierno y los guerrilleros. En septiembre de 1989 se inició un proceso de diálogo que estableció reuniones mensuales entre los dos bandos, pero con pocos resultados, ya que el gobierno exigía un alto el fuego unilateral del FMLN como requisito previo para cualquier reforma, y las guerrillas estaban en desacuerdo sobre la actitud a adoptar.
la presidencia de Cristiani ha enfrentado acusaciones de corrupción, abusos de derechos humanos y malversación de fondos públicos. 

Firma de los acuerdos de paz de Chapultepec, c. 1992

Cristiani logró implementar políticas que ayudaron a estabilizar la economía de El Salvador y atraer inversión extranjera. También firmó los Acuerdos de Paz de Chapultepec en 1992, que pusieron fin a la guerra civil.
En noviembre de 1989, el FMLN dirigió una ofensiva sobre la capital. Una veintena de posiciones militares son asaltadas simultáneamente y los barrios populares que rodean la capital son tomados por los rebeldes. El 16 de noviembre, seis jesuitas involucrados en el proceso de diálogo son ejecutados por paramilitares gubernamentales. Los combates continúan durante unos diez días, marcados, entre otros hechos, por la captura del hotel Sheraton presidente donde los guerrilleros retuvieron dieciocho boinas verdes de las Fuerzas Especiales de Estados Unidos (atrincherados en el hotel), lo que el Departamento de Estado califica de “ un abominable acto de terrorismo”. 
Al tomar posesión de su cargo continuó con las negociaciones de paz con el FMLN. Estas negociaciones sufrieron un duro revés cuando el FMLN lanzó en noviembre de ese año una ofensiva armada sobre la capital San Salvador en la que murieron cientos de personas[cita requerida]. Como respuesta, el ejército intensificó su lucha contra las guerrillas y cuatro días después 6 sacerdotes jesuitas y dos empleadas domésticas fueron asesinados, por miembros del Batallón Atlácatl del ejército salvadoreño, en la Universidad Centroamericana "José Simeón Cañas" (UCA), entre ellos el Rector Ignacio Ellacuría, un destacado teólogo y filósofo de la Teología de la liberación y participante de las conversaciones de paz con el FMLN. Este crimen generó grandes protestas en todo el mundo en contra de Cristiani, quien intentó apaciguarlas prometiendo llevar a los responsables ante la justicia. Se creó una comisión especial que culminó en enero de 1990 con el arresto de varios oficiales y soldados. 

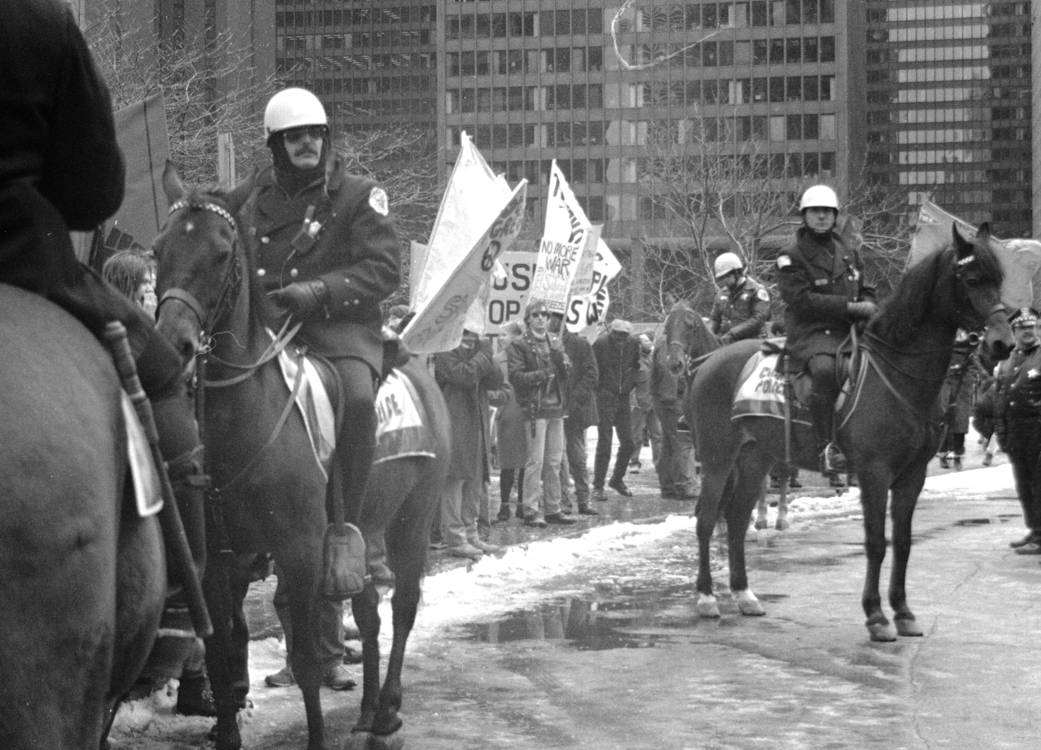
Protesta contra la guerrilla civil de El Salvador en Chicago 1989.

También se denunció la existencia de escuadrones de la muerte dirigidos por Roberto D'Aubuisson, fundador del partido político ARENA, acusado de liderar las actividades de estos grupos desde su puesto como director de ANSESAL (Agencia Nacional de Seguridad Salvadoreña) durante el gobierno de Cristiani. operando en el país hasta el final de la guerra civil.
La investigación no aclaró la identidad de los autores intelectuales de tales hechos; por lo que todavía se le sigue vinculando, así como al alto mando del ejército salvadoreño, de haber dado la orden para cometer el crimen. Entre 1991 y 1993 implementó un plan neoliberal para privatizar la banca comercial, que había sido nacionalizada en 1980. En este proceso hubo graves acusaciones de corrupción contra Cristiani y sus ministros de estado. Se les imputó haber adquirido por medio de presta-nombres el control del Banco Cuscatlán, segundo banco más grande durante el proceso de privatización.  
.
Entre las privatizaciones durante el gobierno de Alfredo Cristiani se encuentran las siguientes: Privatización de la comercialización de café, tras la eliminación del monopolio del INCAFE (empresa pública) en la exportación y venta interna de café. Muchos cafetaleros pasaron a controlar esas actividades. Privatización de la comercialización de azúcar, al declararse inconstitucional la ley de creación del INAZUCAR, empresa pública que vendía en el país y el exterior. El INAZUCAR luego fue cerrado. Privatización de la Escuela Nacional de Agricultura (ENA), cuya administración le fue transferida a la Fundación Empresarial para el Desarrollo Educativo (FEPADE). Privatización del Instituto Tecnológico Centroamericano (ITCA), cuya administración pasó del Ministerio de Educación a FEPADE. Privatización de las importaciones de petróleo, tras la venta de PETROCEL (empresa de la CEL) a la RASA, que controlaba la refinación de petróleo y pertenecía a la EXXON y la SHELL. Privatización de los bancos estatales (Banco Agrícola Comercial, Banco Cuscatlán, Banco Salvadoreño, etc). La oligarquía se apropió de ellos cuando el gobierno de Cristiani los saneó con fondos públicos y se los vendió a precios irrisorios. Quince años después, los oligarcas les vendieron al capital extranjero la mayoría de las acciones de sus bancos. Privatización del Instituto Salvadoreño de Investigaciones del Café (ISIC), cuyas propiedades fueron transferidas a PROCAFE, una fundación privada. Privatización del Hotel Presidente. Privatización de la zona franca de San Bartolo. Privatización de la empresa Cemento Maya, cuyas acciones fueron compradas en aquellos años por Cemento de El Salvador (CESSA).
En 2013 se dio a conocer que Cristiani no mostró interés en recuperar "los bolsones" (zonas limítrofes que tradicionalmente han estado en disputa con Honduras) por "estar habitadas por simpatizantes del FMLN).
El jueves 16 de enero de 1992 firmó los Acuerdos de Paz de Chapultepec que pusieron fin a la guerra civil de El Salvador, luego de un largo proceso de diálogo y negociación con el grupo armado (ahora partido político) FMLN.
Cercano a los círculos empresariales salvadoreños neoliberales, realizó cambios en ARENA distanciándose del fundador del partido Roberto D'Aubuisson. Su gobierno recibió 500 millones de dólares anuales de ayuda por parte de Estados Unidos.
Cristiani fue nombrado presidente de ARENA en mayo de 2009, tras la derrota del partido en las elecciones presidenciales del 2009.

## Polémicas
El 7 de julio de 2021 Cristiani fue citado ante una comisión especial del Congreso que investiga pagos secretos a funcionarios.

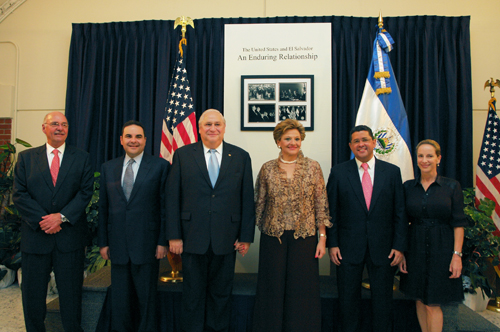
(de izquierda a derecha): el expresidente de El Salvador Alfredo Cristiani, el entonces presidente Antonio Saca, el expresidente Armando Calderón Sol, la ex primera dama Elizabeth Aguirre de Calderón, el expresidente Francisco Flores y la ex primera dama Lourdes Rodríguez de Flores.

En octubre de 2021, su nombre fue mencionado en los Papeles de Pandora. Había creado al menos 16 empresas en paraísos fiscales durante el año siguiente a su salida del poder.
El 26 de febrero de 2022 la Fiscalía General de la República acusó a Cristiani por la masacre de la UCA, en la que otras 12 personas también han sido acusadas penalmente.
El 6 de junio de 2023, por orden de la Fiscalía General de la República, se ordena el allanamiento de todas las propiedades y cuentas bancarias relacionadas con Alfredo Cristiani.